# Армянск (станция)
Армя́нск (укр. Армянськ, крымскотат. Ermeni Bazar, Эрмени Базар) — железнодорожная станция в городе Армянске. Запущена в промышленную эксплуатацию в 1935 году на участке пути Джанкой — Армянск Екатерининской железной дороги МПС СССР.

## История
Станция открыта в 1935 году в составе пускового участка Джанкой — Армянск. Позднее линия была продлена до Херсона, и станция перестала быть тупиковой.
В годы Великой Отечественной войны железнодорожное полотно, станционные постройки и здание вокзала были практически уничтожены. В ходе сражений за Крым 1941 года сама станция и посёлок постоянно подвергались массированным бомбардировкам с воздуха.
В конце сентября 1941 года маленький посёлок на перешейке, при поддержке артиллерии и авиации, атаковали части сразу двух дивизий вермахта: 50-й и 73-й. Здание депо и вокзал несколько раз переходили из рук в руки. Ожесточённые бои шли за кирпичный завод и кладбище на высотке, железнодорожные мастерские.
В районе железнодорожного узла мужественно держали оборону кавалеристы, бойцы из группы Торопцева и 271-й стрелковой дивизии.
После освобождения Крыма от немецко-фашистских захватчиков были отремонтированы пути, вокзал и станционные постройки, налажено регулярное сообщение с городами Крыма и Херсонской области.
С 1936 года входила в состав Сталинской железной дороги на территории Крымской области РСФСР, а с 1961 года в состав Приднепровской железной дороги на территории УССР → Украины .
C 2014 года в составе Крымской железной дороги и является де-факто приграничной, стыковой с участком Вадим — Херсон Одесской железной дороги . В 2014 году часть железнодорожного полотна в районе ст. Вадим была разобрана.

## Пассажирское движение
До 2014 года через станцию проходило большое количество пассажирских поездов, следовавших в города Крыма из Киева, Львова, Житомира, Минска, Чернигова и др. Все поезда дальнего следования имели непродолжительную остановку на станции.
По состоянию на апрель 2018 года со станции отправляется небольшое количество пригородных поездов на тепловозной тяге. Перевозки осуществляют тяговые части Крымской железной дороги тепловозами ЧМЭ3.. Как правило в составе поездов 2-3 общих вагона приписки ОСП «Джанкойское вагонное депо» КЖД.
| Перевозчик               | Дистанция             | Расписание |
| ------------------------ | --------------------- | ---------- |
| Крымская железная дорога | Пригородное сообщение |            |